# Hogesnelheidslijn Firenze - Rome

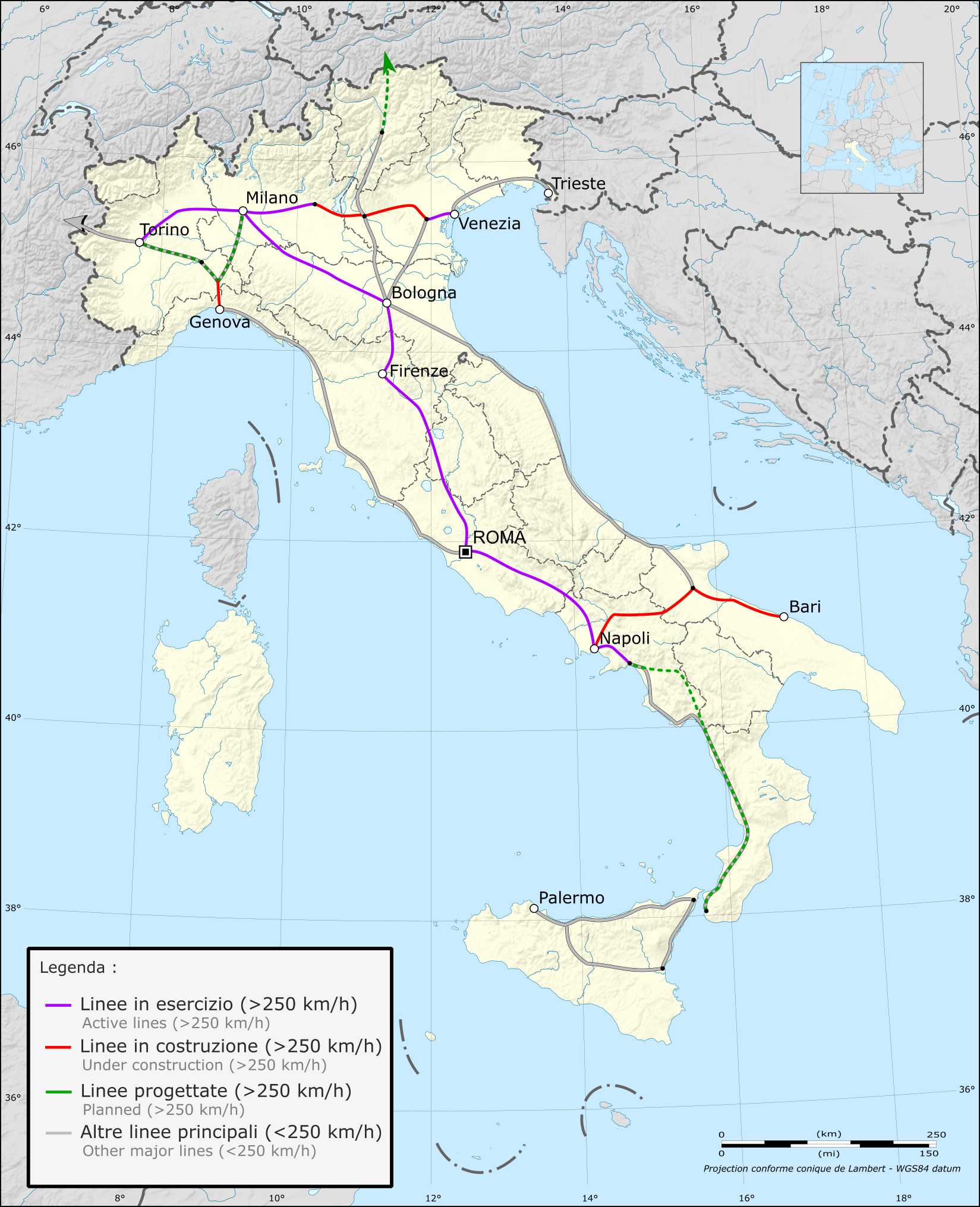
Netwerk van Italië

De hogesnelheidslijn Firenze-Rome is een schakel in het Italiaanse hogesnelheidsnetwerk. In het Italiaans staat deze lijn bekend als de ferrovia direttissima Firenze-Roma, wat 'de meest directe spoorlijn Florence-Rome' betekent (afgekort DD). Deze naam is afgeleid van de naamgeving van de Direttissima Rome-Formia-Napels die in 1927 werd geopend en de Direttissima Bologna-Florence die in 1934 werd geopend. De lijn was op 24 februari 1977 de eerste hogesnelheidslijn die in Europa werd geopend (op dat moment de helft van het traject). Ze werd voltooid op 26 mei 1992, waardoor de reistijd tussen de twee steden werd teruggebracht tot 1 uur en 20 minuten. De oude lijn wordt door Ferrovie dello Stato Italiane (de Staatsspoorwegen) Linea Lenta genoemd (wat "trage lijn" betekent, afgekort LL) om hem te onderscheiden van de parallelle hogesnelheidslijn.
In 2016 werd een contract verstrekt voor het opnieuw voorzien van seinen met ETCS-niveau 2. De lijn maakt deel uit van Corridor 1 van het Trans-Europese hogesnelheidsnetwerk van de Europese Unie, dat Berlijn en Palermo met elkaar verbindt.

## Geschiedenis
De 254 kilometer lange spoorweg tussen Rome en Firenze is ontstaan uit verschillende lijnen van verschillende bedrijven voor verschillende doeleinden. Hierdoor was de spoorlijn bochtig en langzaam. In de loop der jaren zijn er veel studies, voorstellen en projecten gedaan om de lijn te verleggen, maar er is nooit iets van terechtgekomen. Na de Tweede Wereldoorlog werd uiteindelijk besloten een nieuwe lijn aan te leggen die rechter, sneller en vooral korter was (237,5 kilometer) dan de oude lijn Florence-Rome; ze moest ook goed geïntegreerd worden met de bestaande lijn, in plaats van deze te vervangen. Het project werd eind 1968 en begin 1969 goedgekeurd en gefinancierd. Dit was het eerste hogesnelheidstreinproject – in de zin waarin 'hoge snelheid' nu wordt gebruikt – dat in Europa werd gestart.
Op 25 juni 1970 werd begonnen met de bouw van het belangrijkste onderdeel van het project: het 5.375 meter lange Paglia-viaduct over de rivier de Paglia, dat bestaat uit 205 overspanningen van 25 meter en vijf van 50 meter en dat het langste viaduct is van Europa. Er werd verwacht dat de aanleg van de eerste 138 kilometer van Roma Termini naar Città della Pieve vijf jaar zou duren, maar dit deel werd pas op 24 februari 1977 geopend. Het was een mijlpaal in de geschiedenis van de Italiaanse spoorwegen, maar de verderzetting werd daarna vertraagd door talrijke obstakels, waarvan sommige van politieke aard waren. De lijn moest bij Arezzo worden omgeleid vanwege problemen bij de aanleg van een tunnel. De officiële opening vond plaats met een trein bestaande uit een FS-locomotief E444 en Gran Comfort-rijtuigen.
Het 51 kilometer lange vak tussen Città della Pieve en Arezzo werd voltooid op 29 september 1985, de 20 kilometer tussen Valdarno en Florence werden op 30 mei 1986 geopend en uiteindelijk op 26 mei 1992 het 44 kilometer lange stuk tussen Arezzo en Firenze.

## Route

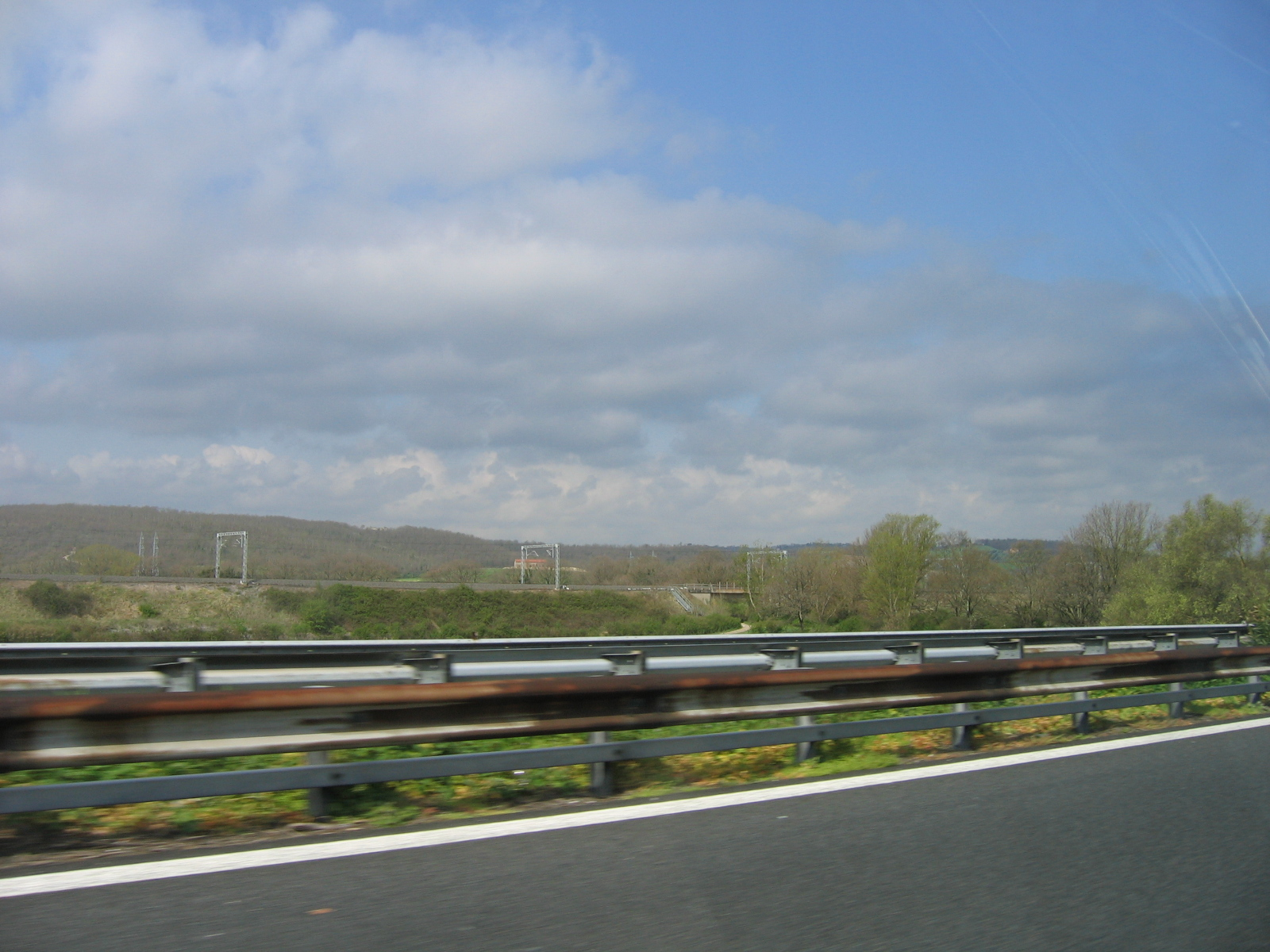
Direttissima vanaf de A1 bij Orte

De lijn heeft een grotendeels recht pad met een maximale helling van 0,8%, geen overwegen of kruisingen van welke aard dan ook met weg- of spoorverkeer, en de middenlijnen van de sporen liggen 4 meter uit elkaar om de dynamische effecten van passerende treinen tegen te gaan. De communicatie met machinisten bestaat uit een aanpassing van het Italiaanse treinbeveiligingssysteem RS4 Codici met herhaling van signalen in de cabine met behulp van negen codes. De minimale straal van bochten bedraagt 3.000 meter, waardoor een snelheid van 250 km/u gehaald wordt. Verbindingen tussen de twee sporen om de 16,2 kilometer laten toe dat treinen in beide richtingen gebruikmaken van één spoor of, indien nodig, dat alle treinen op één spoor rijden.
De rails worden gelegd met een railprofiel van UIC 60 kilogram per meter, met elektrisch gelaste rails bevestigd aan 2,30 meter lange voorgespannen gewapend betonnen dwarsliggers, met een tussenruimte van 60 centimeter met behulp van Pandrol-clips. De verbindingen tussen de hogesnelheidslijnen en de oude lijnen Florence-Bologna worden gerealiseerd door middel van ongelijkvloerse kruisingen boven of onder de lijn, in plaats van kruisingen over het tegenoverliggende spoor. De wissels tussen de twee lijnen kunnen snelheden tot 100 km/h aan, terwijl de 15 wissels naar verbindingslijnen snelheden tot 160 km/h ondersteunen. De lijn is geëlektrificeerd op 3 kV DC en wordt gevoed door onderstations op intervallen van 16 kilometer .

### Signalisatie-upgrade
Ansaldo STS heeft het seingevings- en treinbeveiligingssysteem geüpgraded naar ETCS-niveau 2. Dit werd voor het eerst geactiveerd op het traject tussen de verbinding PM Rovezzano - Arezzo Zuid in december 2020. Dit was de eerste fase van het aanpassingsplan aan de AV/AC-normen (High Speed/High Capacity) zoals voorgesteld door RFI.

### Toekomst
Er wordt voorgesteld de maximumsnelheid te verhogen van 250 km/h tot 270 of 280 km/h. Er is in het verleden ook voorgesteld de lijn te elektrificeren naar 25 kV AC, maar dit is afgeblazen.